# 93 (szám)
A 93 (római számmal: XCIII) a 92 és 94 között található természetes szám.

## A szám a matematikában
A tízes számrendszerbeli 93-as a kettes számrendszerben 1011101, a nyolcas számrendszerben 135, a tizenhatos számrendszerben 5D alakban írható fel.
A 93 páratlan szám, összetett szám, azon belül félprím, kanonikus alakban a 31 · 311 szorzattal, normálalakban a 9,3 · 101 szorzattal írható fel. Négy osztója van a természetes számok halmazán, ezek növekvő sorrendben: 1, 3, 31 és 93.
Szerencsés szám.
Tortaszám.
Repdigit a következő számrendszerekben: 5 (3335), és 30 (3330); palindromszám ezekben: 2, 5 és 30.
A 93 négy szám valódiosztóösszeg-függvényeként áll elő, ezek a 267, 1027, 1387 és az 1891.
A 93 négyzete 8649, köbe 804 357, négyzetgyöke 9,64365, köbgyöke 4,53065, reciproka 0,010753. A 93 egység sugarú kör kerülete 584,33623 egység, területe 27 171,63486 területegység; a 93 egység sugarú gömb térfogata 3 369 282,723 térfogategység.
A 93 helyen az Euler-függvény helyettesítési értéke 60, a Möbius-függvényé 1, a Mertens-függvényé 0.

## A szám a kultúrában
Victor Hugo egyik művének címe Kilencvenhárom.

## A szám mint sorszám, jelzés
A periódusos rendszer 93. eleme a neptúnium.